# إيرس تارجارين
إيرس الثاني تارجارين (بالإنجليزية: Aerys II Targaryen) المعروف أيضًا باسم الملك المجنون، هو شخصية خيالية من رواية اغنية الجليد و النار من تأليف جورج.ر.رمارتن والمسلسل التلفزيوني صراع العروش. كان إيرس هو الملك السابع عشر والأخير من سلالة آل تارجارين الذي جلس على العرش الحديدي، وحكم من عام 262 إلى عام 283 بعد الفتح.

## ثورة روبرت باراثيون
بعد انتصار روبرت باراثيون في معركة الثالوث و قتله للأمير ريجار تارجارين قام تايون لانستر بحشد جيشه والأتجاه إلى بوابات كينجز لاندنج و أقسم على حماية المدينة من المتمردين ولكن قام إيرس الملك برفض طلبه ولكن بعد اقناع المايستر الرئيس بايسل الملك بأن آل لانستر أصدقاء للعرش وسيقومون بمساعدة الملك، فُتحت البوابات وبدأ تايون لانستر ورجاله بنهب المدينة.

## مقتله
عندما وصلت الأخبار للملك أصدر أمرا لحارسه جايمي لانستر بأن يقتل تايون لانستر و يجلب رأسه للملك، رفض جايمي قتل أبيه وبدلا من ذلك قتل الملك المجنون وبهذا أنهى حكم سلالة آل تارجارين و وكسب روبرت باراثيون العرش.